# 陈宏 (少将)
陈宏（1915年—2004年），中国人民解放军将领、中国人民解放军开国少将。
曾任中国人民解放军第26军军长。1955年，授予中国人民解放军少将。